# ガダミス
ガダミス (アラビア語: غدامس (Ġadāmis), リビア方言: ġdāməs) は、アルジェリアやチュニジアの国境にも近い、トリポリの約600km南西に位置するリビアのオアシス都市。
オアシスには、7000人ものトゥアレグが住む。町の中ではヤシの木が多く生え、古くからある壁に囲まれた区域は、ユネスコの世界遺産に登録されている。この区画には7つの氏族が住み、それぞれの縄張りを持っているが、祭りに使う共有地は設定されている。
1970年代に、政府は旧市街の外側に住宅地を作ったが、夏の間には、住民たちは避暑に優れている旧市街に戻って暮らしている。

## 歴史
ガダミスの記録は古代ローマ時代にしか遡れない。当時の名称はキュダムス (Cydamus) で、この時期には町には軍隊が駐留することがあった。ビザンティン帝国の介入によって住民がキリスト教に改宗した6世紀には、司教が町に住んでいた。しかし、7世紀にムスリムに制圧されると、住民はすぐさまイスラームに改宗した。
19世紀まで、サハラ交易において重要な役割を果たした。

## ギャラリー

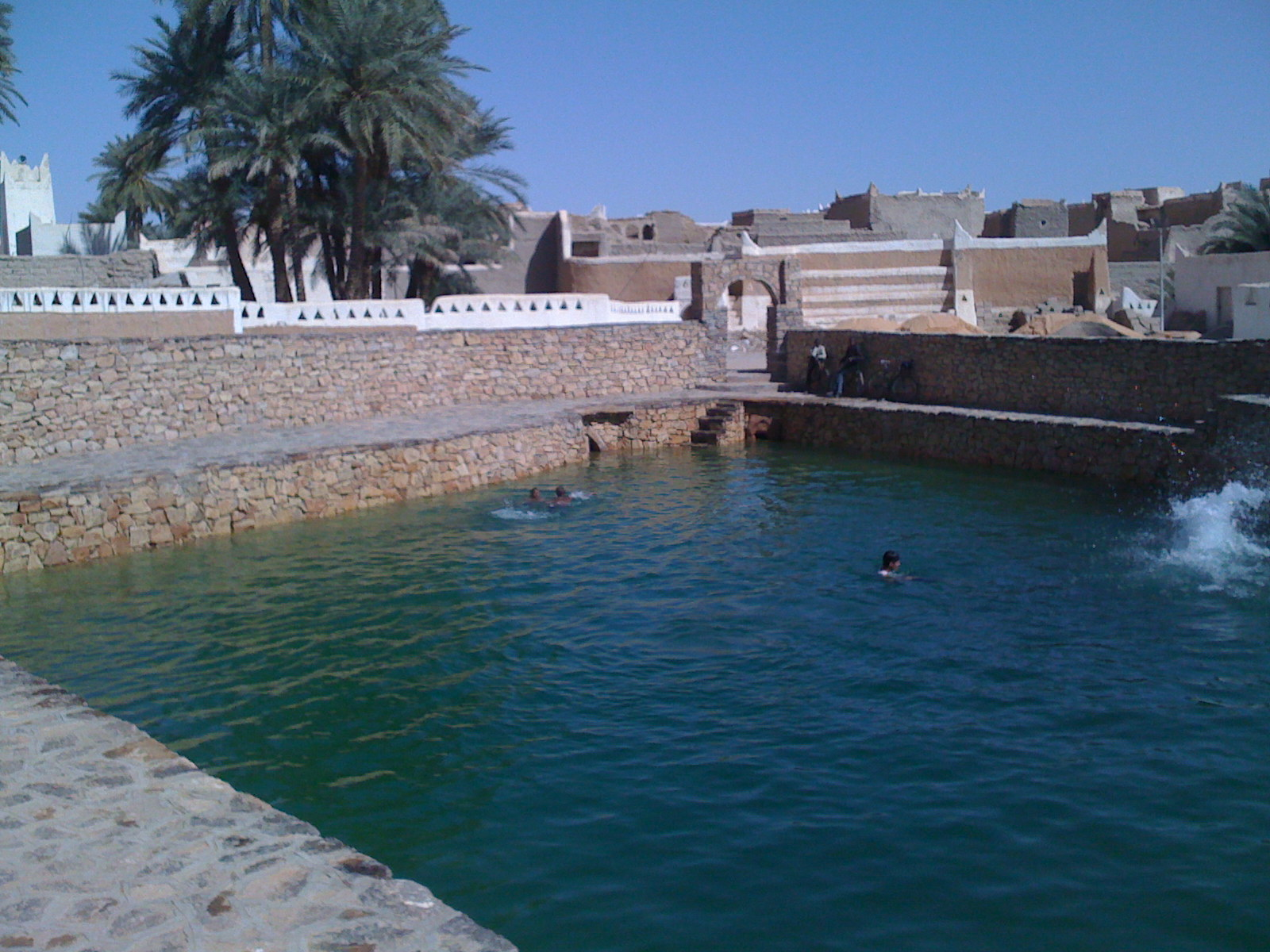
カダミスの貯水池
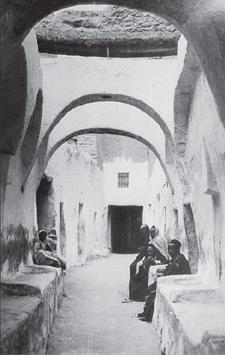
街の内部に作られた通路（1931年）

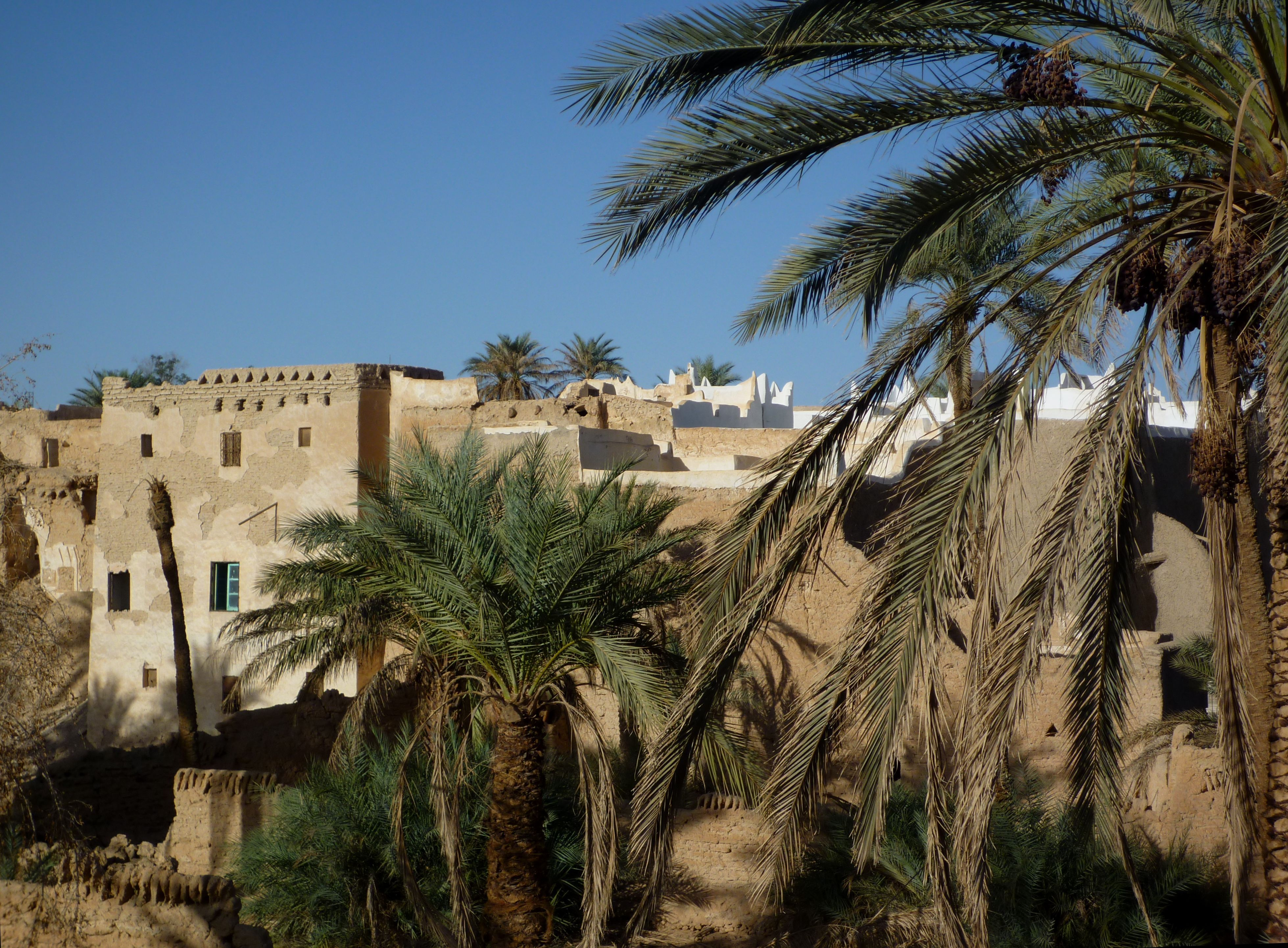
外から撮られたカダミス旧市街
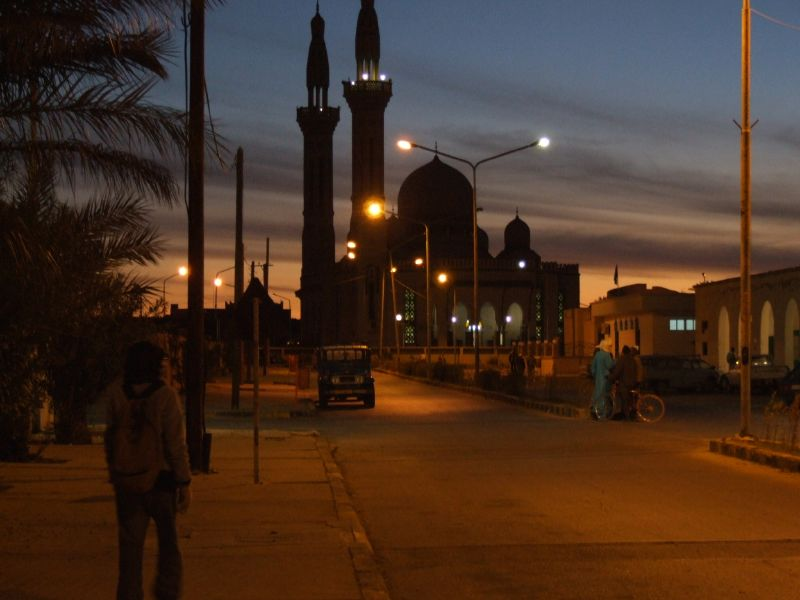
カダミスのモスク

## 世界遺産

### 登録基準
この世界遺産は世界遺産登録基準のうち、以下の条件を満たし、登録された（以下の基準は世界遺産センター公表の登録基準からの翻訳、引用である）。
- (5) ある文化（または複数の文化）を代表する伝統的集落、あるいは陸上ないし海上利用の際立った例。もしくは特に不可逆的な変化の中で存続が危ぶまれている人と環境の関わりあいの際立った例。

### 危機遺産
2016年の第40回世界遺産委員会では、リビア国内の衝突による損壊および今後引き起こされるさらなる損壊への懸念から、本物件を含め、その時点で登録されているリビアの世界遺産5件全てが危機にさらされている世界遺産（危機遺産）リストに登録された。2025年に危機遺産リストから除去され、リビアの世界遺産の中での最初の除去となった。